# Sztyeppi sirály
A sztyeppi sirály (Larus cachinnans) a sirályfélék családjába tartozó madárfaj. Életmódja és kinézete is nagyon hasonlít a jóval elterjedtebb sárgalábú sirályéhoz, attól való elkülönítése is nehéz. Vonuló életmódot folytat, költőterületei főként a Fekete-tenger, a Kaszpi-tenger és az Aral-tó partvidékein, illetve Oroszország más vizes élőhelyein terülnek el, a telet viszont a Földközi-tenger és az ahhoz kapcsolódó melléktengerek térségében tölti. Magyarországon is előfordul, főleg átvonulóként, de kis számban költőfajként is.

## Megjelenése
A nagyobb testű sirályfajok közé tartozik, teljes testhossza megközelíti a 70 centimétert; kiterjesztett szárnyainak fesztávolsága a 150 centimétert, testsúlya pedig a másfél kilogrammot is meghaladhatja. Csőre 5-7 centiméter hosszú, aránylag vékony, sárgás színű, lába viszonylag hosszú, színe a halvány rózsaszíntől sárgás árnyalatokig terjedhet. Háta és szárnya középszürke, valamivel sötétebb, mint az ezüstsirályé, de világosabb, mint a sárgalábú.

## Életmódja
Elsősorban köves-sziklás partszakaszokon, ezen belül sziklás partokon, sziklafalak mélyedéseiben és párkányain, partközeli szikla- és homokszigeteken, kavicszátonyokon fészkel, de megfigyelték már költését háztetőkön is. Jobbára telepesen költ, a tojó évente 2-3 tojást rak, melyekből a fiókák 27-31 nap alatt kelnek ki. A fiókák fészekhagyók, röpképességük elérése előtt még hetekig a szülők etetik őket.
Táplálkozását tekintve a legtöbb másik sirályfajhoz hasonlóan nagyon kevéssé válogatós: alapvetően ragadozó életmódú, de elfogyasztja a dögöt is. Költési időszakban elsősorban rágcsálókat fogyaszt, amelyeket a fészkelőhelye közelében található gyepes területek fölött cirkálva fog meg.

## Alfajai
- Larus cachinnans barabensis
- Larus cachinnans mongolicus

Mindkét említett taxon besorolása vitatott, vannak, akik más faj alfajának, illetve olyanok is, akik önálló fajnak tekintik őket.